# Conan Osíris
Conan Osíris, właśc. Tiago Miranda (ur. 5 stycznia 1989 w Lizbonie) – portugalski piosenkarz, kompozytor, autor piosenek i producent muzyczny. Reprezentant Portugalii w 64. Konkursie Piosenki Eurowizji (2019).
Jego pseudonim sceniczny pochodzi z połączenia słów Conan pochodzącego z japońskiej kreskówki, a Osiris nawiązuje do postaci Ozyrysa, egipskiego boga śmierci i odrodzonego życia.

## Życiorys

### Młodość
Gdy miał trzy lata jego rodzice rozeszli się. W 1997 zmarł jego ojciec.
W 2010 zdobył tytuł projektanta graficznego na Instytucie Politechnicznym w Castelo Branco. W trakcie nauki na studiach poznał Rúbena de Sá Osórię, który został jego osobistym projektantem i stylistą. Przed rozpoczęciem profesjonalnej kariery muzycznej pracował w jednym z oddziałów sieci sex shopów ContraNatura w Lizbonie.

### Kariera
W 2011 wydał cyfrowo pierwszą EP-kę, zatytułowaną Cathedral, a trzy lata później – drugi minialbum pt. Silk.
5 sierpnia 2016 nakładem wytwórni AVNL Records wydał swój pierwszy album studyjny pt. Música, Normal. 30 grudnia 2017 zaprezentował drugą płytę pt. Adoro Bolos. W 2018 z piosenką „Telemóveis” został ogłoszony jednym z uczestników konkursu Festival da Canção 2019 pełniącego funkcję krajowych eliminacji do 64. Konkursu Piosenki Eurowizji. 17 lutego 2019 wystąpił w pierwszym półfinale selekcji i awansował do finału rozgrywanego 2 marca 2019. Zajął w nim pierwsze miejsce w finale, zdobywając największe poparcie telewidzów i jurorów, dzięki czemu został ogłoszony reprezentantem Portugalii w Konkursie Piosenki Eurowizji organizowanym w Tel Awiwie. Wystąpił 14 maja w pierwszym półfinale widowiska z numerem 15, jednak nie udało mu się dostać do finału. Na 18 lipca zaplanowany jest jego występ na scenie Somersby podczas festiwalu Super Bock Super Rock 2019.

## Dyskografia

### Albumy studyjne
- Música, Normal (2016)
- Adoro Bolos (2017)

### Minialbumy (EP)
- Cathedral (2011)
- Silk (2014)